# Seuneubok Punti (Peureulak Timur)
Seuneubok Punti is een bestuurslaag in het regentschap Aceh Timur van de provincie Atjeh, Indonesië. Seuneubok Punti telt 388 inwoners (volkstelling 2010).